# Lago Paravani
El lago de Paravani (en idioma georgiano: ფარავნის ტბა), es un lago volcánico en el sur de Georgia perteneciente a la región de Samtsje-Yavajeti, ubicado en la meseta Javajeti entre las cordilleras Abul-Samsari y Javakheti.

## Geografía e hidrografía
El lago Paravani se encuentra a 2,073 m sobre el nivel del mar en el Cáucaso Menor, tiene una superficie de 37.5 km 2 y una cuenca de drenaje de 234 km 2. Sus profundidades máxima y media son 3,3 m y 2,2 m respectivamente. El volumen del lago es de 91,000,000 m³. El nivel del agua es bajo durante octubre y noviembre y alto durante mayo y junio. El lago se congela durante el invierno y el espesor del hielo varía de 47 a 73 cm.
La cuenca estructural del lago está formada por la confluencia de una garganta del río con un flujo volcánico joven del Pleistoceno procedente de la cordillera de Abul-Samsari. El fondo del lago estaba se ha cubierto con el tiempo por fuertes sedimentos. La cuenca del lago se compone principalmente de rocas volcánicas fuertemente destruidas, que están cubiertas por suelos fangosos y negros. La vegetación de la cuenca, está caracterizada por la zonificación vertical y está representada principalmente por formaciones de hierba.

## Otros lugares

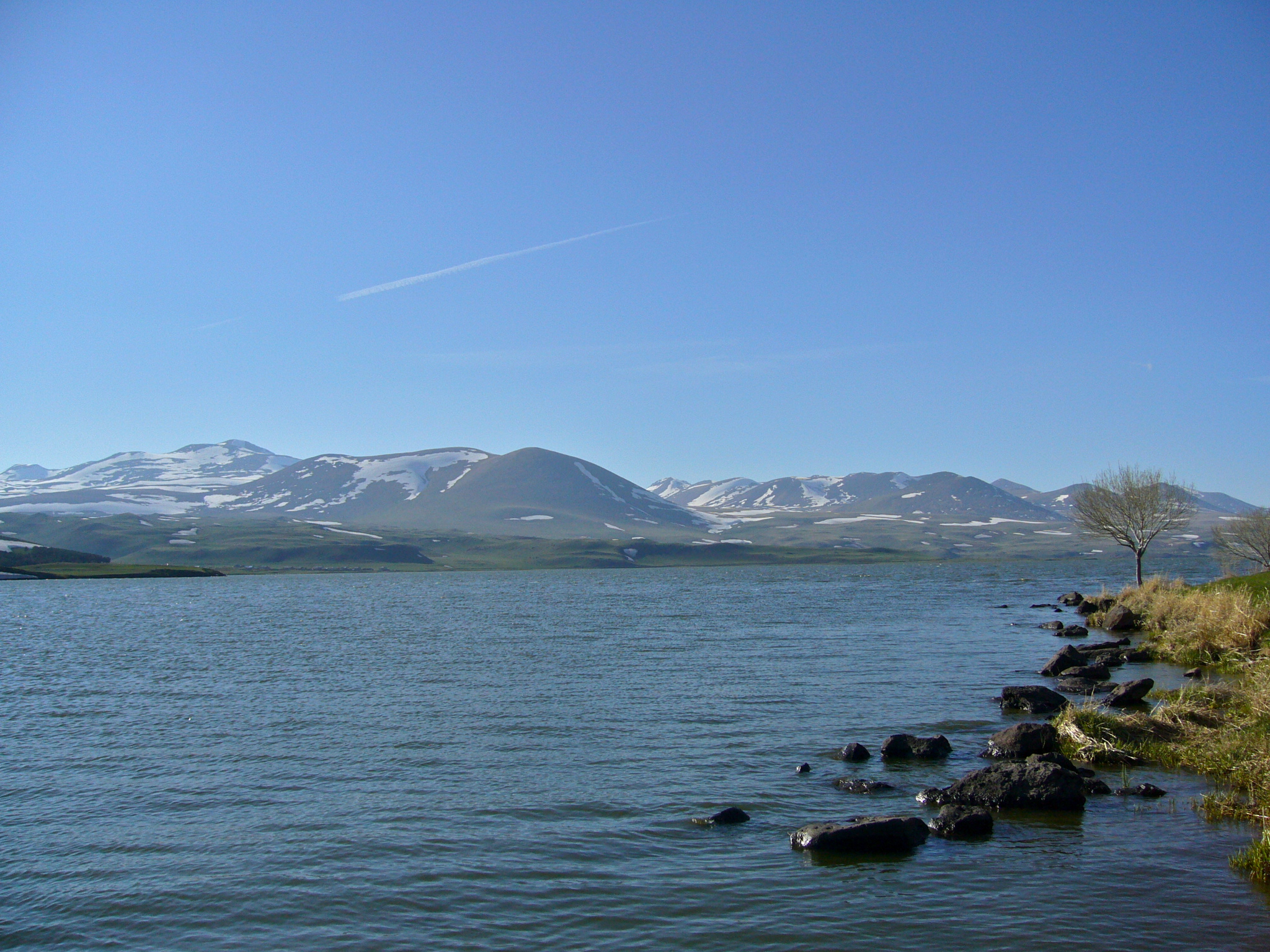
Vista del lago desde Poka.

Además de los pequeños ríos de Shaori, Sabadostskali y Rodionovskis Tskali, el lago obtiene su agua de la nieve, la lluvia y los manantiales subterráneos. El río Paravani nace en la parte sur del lago y desemboca en el río Kurá a la derecha. El lago es un destino popular para la pesca.
Cerca del lago se encuentra el monasterio georgiano ortodoxo de Poka del siglo XI. Todavía está habitado por monjas y fue construidao en el lugar donde santa Ninó, que se dice, según la tradición, que trajo el cristianismo a Georgia y estableció la Cruz de Santa Ninó.